# Carina Baumgärtner
Carina Baumgärtner (* 27. Januar 1990 in Bad Kreuznach) ist eine deutsche Trampolinturnerin. 

## Leben
Baumgärtners Heimatverein ist der MTV 1877 Bad Kreuznach. Sie betreibt Trampolinturnen seit 1998 und besuchte dort auch die Schule.

## Erfolge
Nach zahlreichen Erfolgen im Schüler- und Jugendbereich gewann sie 2007 und 2009 mit ihrem Verein in der 1. Bundesliga die Deutschen Mannschaftsmeisterschaften. Zudem wurde sie im Synchronspringen mit ihrer Partnerin Jessica Simon 2009 und mit Lara Hüninghake 2007 Zweite. Bei den Europameisterschaften in Odense in Dänemark ersprang sie mit der Mannschaft den 7. Rang und wurde im Einzel 23. Beim renommierten Ruhr-Cup 2007 errang sie im Einzelspringen den 1. Platz. Bei den World Games in China gewann sie 2008 die Bronzemedaille.